# نهر السلام
نهر السلام أو نهر بيس (بالإنجليزية: Peace River؛ بالإسبانية: Rio de la Paz) هو نهر يقع في الجزء الجنوبي الغربي من شبه جزيرة فلوريدا بالولايات المتحدة الأمريكية. يقع منبعه عند ملتقى نهري سادل وبيس شمال شرق مدينة بارتو في مقاطعة بولك ويتدفق جنوبًا عبر فورت ميد (مقاطعة بولك) مقاطعة هاردي ثم إلى أركاديا في مقاطعة ديسوتو ثم إلى الجنوب الغربي ليشق طريقه نحو مصبه في شارلوت هاربور بمدينة بونتا جوردا في مقاطعة شارلوت. يمتد النهر على طول 106 ميل (171 كـم) وله حوض تصريف مساحته 1,367 ميل مربع (3,540 كـم2). يمتد الطريق السريع الأمريكي رقم 17 بالقرب من النهر وبالتوازي معه في معظم مساره. كان يسمى النهر "ريو دي لا باز" (نهر السلام) في الخرائط الإسبانية خلال القرن السادس عشر. كما ظهر باسم نهر السلام (Pease Creek) على الخرائط اللاحقة. أطلق شعب مسكوكي (ولاحقًا، قبيلة سيمينول) على النهر اسم "تالاكشوبكوهاتشي" "Talakchopcohatchee" والتي تعني نهر السلام (Long Peas) وقد أطلق عليه هذا الإسم للتدفق الهادئ لمياهه العذبة عبر المناطق المشجرة. تشمل المدن الأخرى على طول نهر السلام مدن فورت ميد وواوتشولا وزولفو سبرينغز.
تعد المياه العذبة من نهر السلام أمرًا حيويًا للحفاظ على الملوحة الحساسة لميناء شارلوت الذي يستضيف العديد من الأنواع المهددة بالانقراض، فضلاً عن المحاصيل التجارية والترفيهية من الجمبري وسرطان البحر والأسماك. كان النهر دائمًا موردًا حيويًا للناس في مستجمعات المياه. من الناحية التاريخية، دعمت الثروة السمكية والحياة البرية الوفيرة في شارلوت هاربور أعدادًا كبيرة من المستوطنين من قبائل كوكوساهاتشي (في العصور التاريخية المبكرة، كالوسا). حاليا، يوفر نهر السلام أكثر من ستة ملايين جالون يوميًا من مياه الشرب لسكان المنطقة. يشتهر النهر أيضًا بممارسة التجديف.
تم العثور على العديد من حفريات العصر الجليدي والميوسيني في جميع أنحاء منطقة نهر السلام، مما أدى في النهاية إلى اكتشاف رواسب الفوسفات. تتألف معظم مستجمعات المياه الشمالية لنهر السلام من منطقة تعرف باسم وادي بون.
يُعد نهر السلام وجهة شهيرة لصيادي الأحافير الذين يحفرون وينخلون حصى النهر بحثًا عن أسنان أسماك القرش المتحجرة وعظام الثدييات التي تعود إلى عصور ما قبل التاريخ. تلبي العديد من المخيمات وعمليات تأجير الزوارق احتياجات صائدي الأحافير، وتعتبر كل من مدن واوتشولا وزولفو سبرينغز وأركاديا نقاط الدخول الرئيسية.

## قائمة المعابر
| معابر                               | يحمل                                | صورة                                | موقع                                | إحداثيات                            |
| المنبع (ملتقى نهر السلام ونهر سادل) | المنبع (ملتقى نهر السلام ونهر سادل) | المنبع (ملتقى نهر السلام ونهر سادل) | المنبع (ملتقى نهر السلام ونهر سادل) | المنبع (ملتقى نهر السلام ونهر سادل) |
| ----------------------------------- | ----------------------------------- | ----------------------------------- | ----------------------------------- | ----------------------------------- |
| جسر سبيسارد إل هولاند               | SR-60                               |                                     | بارتو                               |                                     |
|                                     | طريق هوملاند غارفيلد                |                                     | هوملاند                             |                                     |
| جسر جون سينجليتاري                  | طريق الولايات المتحدة 98 في فلوريدا |                                     | فورت ميد                            |                                     |
|                                     | طريق إم تي بيسكات                   |                                     | فورت ميد                            |                                     |
|                                     | طريق كي إكس سي للنقل                |                                     | بولنغ غرين                          |                                     |
|                                     | طريق كاونتي لاين                    |                                     | بولنغ غرين                          |                                     |
|                                     | طريق برانش ليك                      |                                     | بولنغ غرين                          |                                     |
| جسر هيرد                            | طريق جسر هيرد                       |                                     | واوتشولا                            |                                     |
|                                     | SR-636 (شرق الشارع الرئيسي)         |                                     | واوتشولا                            |                                     |
|                                     | طريق جريفين                         |                                     | واوتشولا                            |                                     |
| جسر دويل إي كارلتون                 | US 17                               |                                     | زولفو سبرينغز                       |                                     |
|                                     | طريق فلوريدا 64                     |                                     | زولفو سبرينغز                       |                                     |
|                                     | إن إي طريق براونفيل                 |                                     | براونفيل                            |                                     |
|                                     | سكة حديد خليج سيمينول               |                                     | أركاديا                             |                                     |
|                                     | جسر مشاة (جسر70 إس إق القديم)       |                                     | أركاديا                             |                                     |
|                                     | طريق ولاية فلوريدا رقم 70           |                                     | أركاديا                             |                                     |
|                                     | CR 760                              |                                     | أركاديا                             |                                     |
|                                     | CR 761                              |                                     | فورت أودغن                          |                                     |
|                                     | I-75                                |                                     | سولانا                              |                                     |
| جسر بارون كولير وجسر جيلكريست       | US 41                               |                                     | بونتا غوردا                         |                                     |
| المصب (شارلوت هاربور)               |                                     |                                     |                                     |                                     |

## معرض الصور

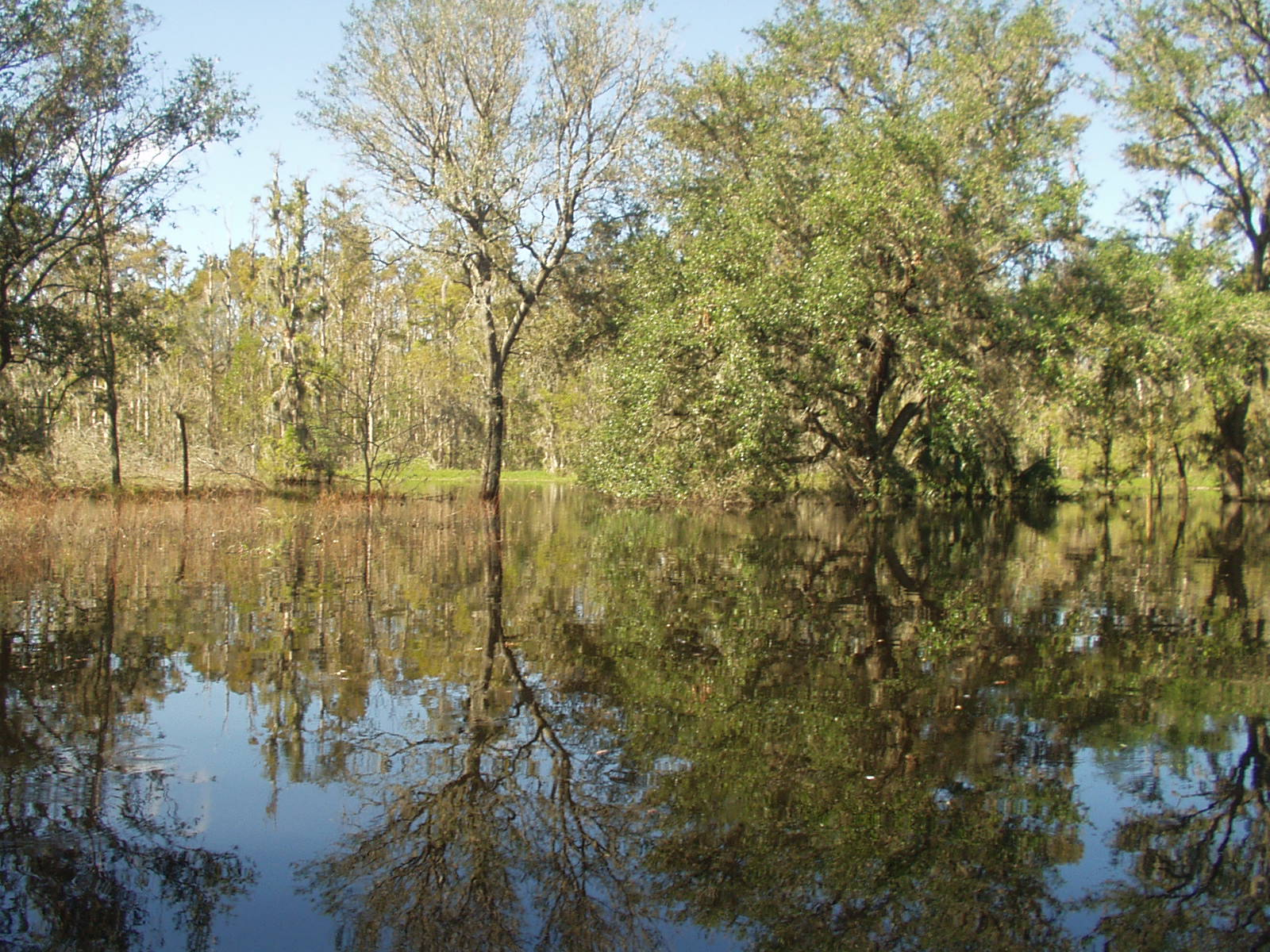
تدفق عكسي من نهر السلام بعد الأعاصير
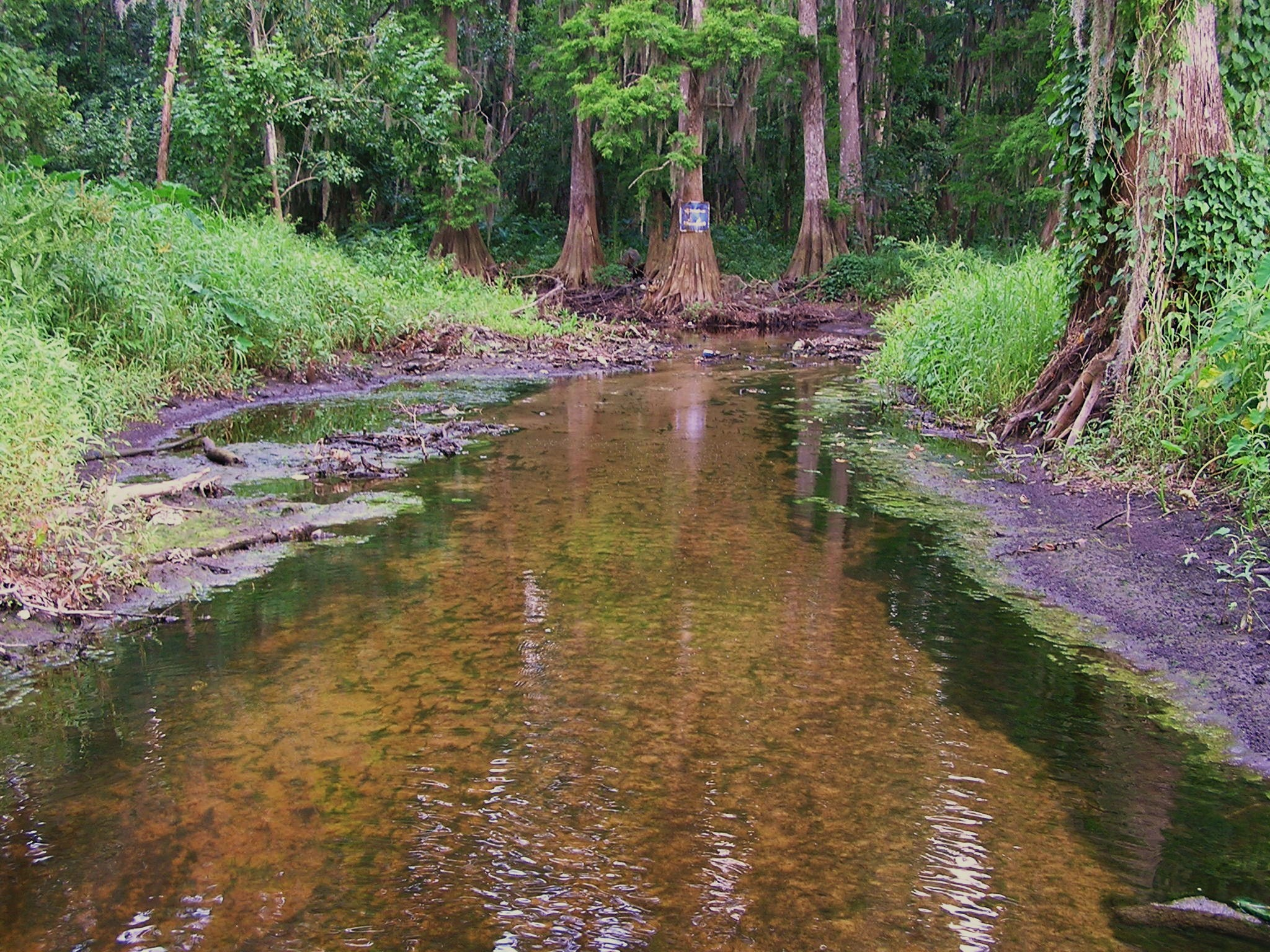
يتغير التدفق على طول نهر السلام
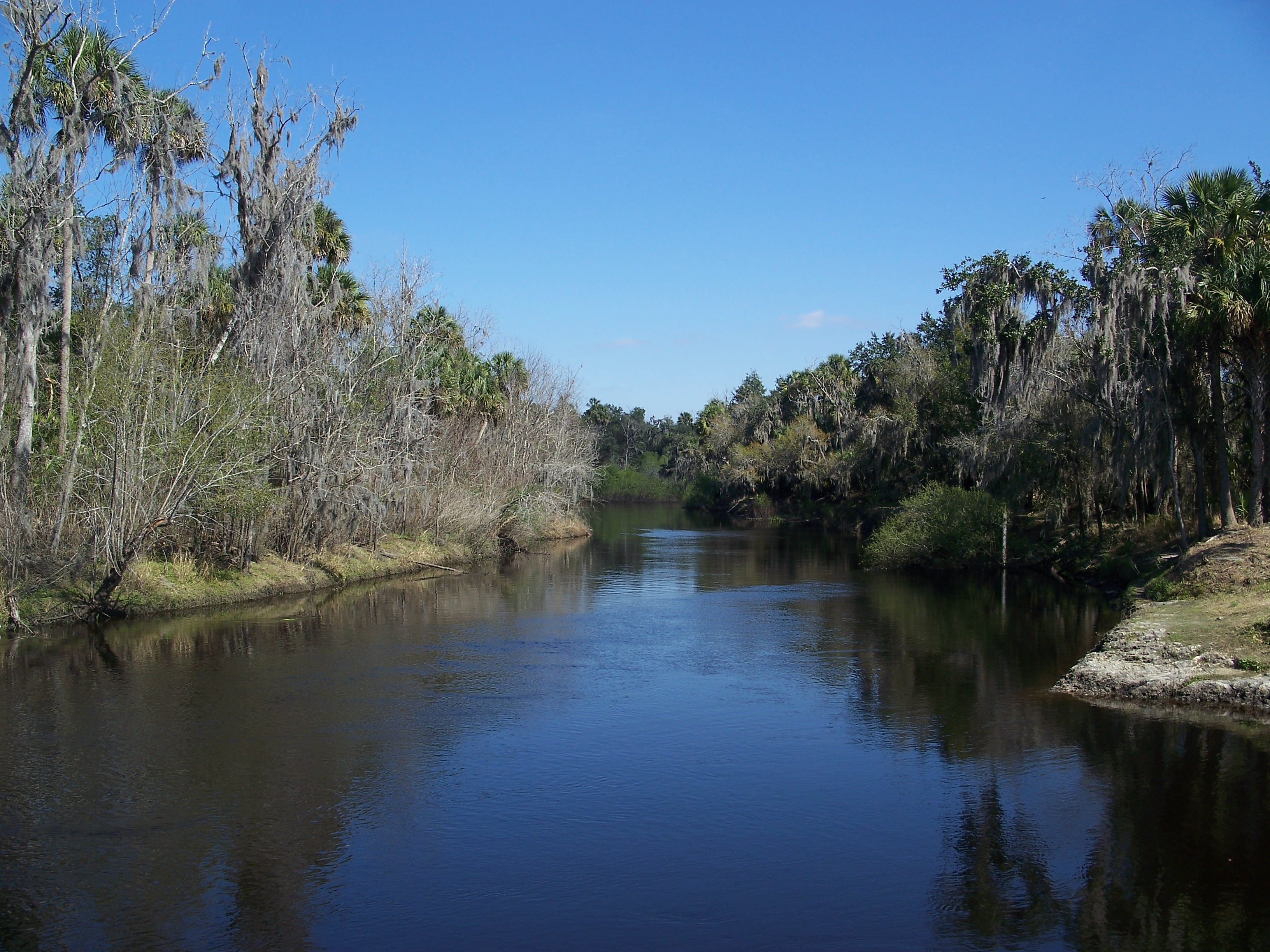
ينابيع زولفو على نهر السلام

## روابط خارجية
- بيانات المياه في الوقت الحقيقي من هيئة المسح الجيولوجي الأمريكية من أجل نهر السلام في زولفو سبرينغز
- USGS بيانات المياه في الوقت الحقيقي لنهر السلام في أركاديا